# Trần Văn Hây
Trần Văn Hây là người có mái tóc dài nhất Việt Nam, dài hơn 6 mét.
Ông sinh năm 1936 tại quận Châu Thành, tỉnh Rạch Giá (nay là huyện Châu Thành, tỉnh Kiên Giang), hành nghề làm thuốc Nam, từ hơn 40 năm nay đã không cắt tóc nữa vì thường bị bệnh mỗi khi cắt tóc.
Năm 2003, ông được ghi danh vào Sách Kỷ lục Việt Nam vì là người có mái tóc búi dài nhất Việt Nam . Theo báo Thanh Niên, búi tóc của ông đo được 6,2 mét vào năm 2006. Tuy chưa được Guinness công nhận chính thức, nhưng như vậy là mái tóc của ông vượt xa người hiện đang giữ kỷ lục Guinness thế giới về mái tóc dài nhất là Tạ Thu Bình, người Trung Quốc có mái tóc đo được 5,6 mét vào năm 2004 .
Ông qua đời vào ngày 23 tháng 2 năm 2010 vì tuổi già, thọ 74 tuổi .